# Токсичний колоніалізм
Токсичний колоніалізм або колоніалізм токсичних відходів — практика експорту небезпечних відходів із розвинутих країн до країн, що розвиваються для знищення чи утилізації.

## Причини
У 1992 році «токсичний колоніалізм» був виразом, який придумав Джим Пакетт з Грінпіс для скидання промислових відходів Заходу на території «Третього світу». Цей термін належать до практики розвинених країн, які позбавляються токсичних або небезпечних відходів, відправляючи їх у менш розвинені регіони світу. Постраждалим громадам зазвичай бракує ресурсів, знань, політичної організації чи капіталу, щоб протистояти цій практиці. У США цей термін також може застосовуватися до використання індіанських резервацій, де низький рівень природоохоронних норм дозволяє легше використовувати землю для звалищ.

За матеріалами The Diplomat :
У 1980-х роках розвинуті країни почали посилювати законодавство щодо утилізації відходів і санітарних стандартів. У результаті, щоб уникнути власних екологічних норм і пов'язаних з ними високих витрат, заможні країни почали експортувати своє сміття до країн, що розвиваються, у яких не було належних засобів для їх зберігання чи утилізації. У 1980-х роках для опису цієї практики було введено новий термін: «марнотратницький колоніалізм».

## Протиекологічного расизму
Головна відмінність між токсичним колоніалізмом і екологічним расизмом полягає в тому, що токсичний колоніалізм — це практика націлювання на бідні кольорові громади в країнах, які розвиваються, для утилізації відходів чи експериментування з ризикованими технологіями. Екологічний расизм — це несправедливий розподіл екологічних небезпек на основі раси. Іншими словами, токсичний колоніалізм можна розглядати як «мікро», оскільки він зосереджений на певній території чи групі людей. Екологічний расизм можна розглядати як «макро», і він розглядає проблему в ширшому, всесвітньому масштабі.

## Значущість
Існують численні несприятливі наслідки токсичного колоніалізму як для людей, так і для навколишнього середовища, хоча повідомлялося про позитивний вплив токсичного колоніалізму на економічні вигоди для країн, що розвиваються. Історія показує, що загальний вплив скидання токсичних відходів у цих країнах був руйнівним і завдав серйозної шкоди всім аспектам здоров'я людей. У тематичному дослідженні для Женевської конвенції 2010 року Башир Мохамед Хусейн, доктор філософії, детально описує одну історію заховання токсичних і радіоактивних відходів у Сомалі та його наслідки: «ЮНЕП повідомила, що люди скаржилися на незвичайні проблеми зі здоров'ям, включаючи „гострі респіраторні інфекції“. Сильний сухий кашель, кровотеча з рота, черевна кровотеча та незвичайна хімічна реакція шкіри. Так само як сомалійські, так і не сомалійські лікарі, які працюють у Сомалі, повідомили про надмірну захворюваність на рак, невідомі хвороби, спонтанні викидні у вагітних жінок і вади розвитку дітей. Значення токсичних відходів для людини стає очевидним завдяки дослідженням, а також тому факту, що ті країни та їхні люди, які страждають від наслідків згаданої поведінки колонізаторів, належать до країн, що розвиваються, без ресурсів, знань чи капіталу, щоб зрозуміти, як це відбувається і лікування, від впливу якого вони зазнали.

### Соціально-економічні аспекти
Попри численні наслідки токсичного колоніалізму для здоров'я, як повідомляється, ці наслідки часто затьмарюються економічними інтересами як розвинених, так і країн, що розвиваються. Одним із провідних соціально-економічних аспектів токсичного колоніалізму є приріст капіталу та грошей. Дженніфер Кітт стверджує, що „розвинені країни хочуть зберегти його, а країни, що розвиваються, хочуть заробити“. Дуже мало говорять про те, що країни, які на початковому етапі розвитку, не звертають увагу на проблеми зі здоров'ям, яких зазнають їхні громадяни, якщо є грошова чи економічна вигода, і розвинений світ повністю використовує це, щоб заощадити гроші, а також „розрив у багатстві та доходах між країнами, що розвиваються“. Нації та розвинені країни постійно зростали протягом останнього століття. Оскільки країни, що розвиваються, прагнуть прискорити економічне зростання, дотримання нечисленних чинних норм утилізації небезпечних відходів часто відходить на другий план. Багато агенцій у цих країнах, що розвиваються, не мають ресурсів, щоб видавати дозволи чи виконувати свої правила». Попри це, «розвинені країни загалом мають дедалі суворіші екологічні норми, що регулюють утилізацію небезпечних відходів усередині країни. Коли витрати на відповідність поєднуються зі збільшенням кількості відходів і протидією утилізації на місцевому рівні, вони, як правило, призводять до різкого збільшення витрат на утилізацію небезпечних відходів». Для розвинутих країн є досить привабливим шукати менш розвинені та пропонувати їм ідею економічного полегшення за начебто незначні, але насправді за дуже значні екологічні втрати. У деяких випадках грошові кошти — це не єдине, чим обмінюються розвинені країни та країни, що розвиваються. Наприклад, «ворожі сторони Сомалі приймали небезпечні та високотоксичні відходи в обмін на армію та боєприпаси». Необхідність розвинених країн відмовитися від зобов'язань щодо надмірних токсичних відходів також є рушійною силою токсичного колоніалізму.

## Прогрес
За останні кілька десятиліть відбулися поліпшення в охороні навколишнього середовища, які намагалися покласти край незаконному скиданню токсичних відходів у всьому світі.
Базельська конвенція 1989 року була підписана 105 країнами та мала на меті регулювати міжнародне транспортування токсичних речовин. Попри договір, мільйони тонн токсичних і небезпечних матеріалів щороку продовжують як законно, так і нелегально перевозитися з багатших країн до бідніших. Історія субурбанізації показує, що, попри те, що багато сил сприяли децентралізації, вона здебільшого була виключною справою.
У 1992 році США прийняли Закон США про навколишнє середовище, намагаючись визначити райони, яким загрожує найвищий рівень токсичних хімікатів, і забезпечити, щоб громадяни, які проживають у цих районах, мали можливості та ресурси для участі в громадських обговореннях щодо розміщення та очищення промислових об'єктів. Однією з організацій, що бореться з токсичним колоніалізмом, є Basel Action Network (BAN). BAN зосереджена на протистоянні впливу глобальної екологічної несправедливості та економічної неефективності торгівлі токсичними речовинами (токсичні відходи, продукти та технології).